# Saori Yoshida

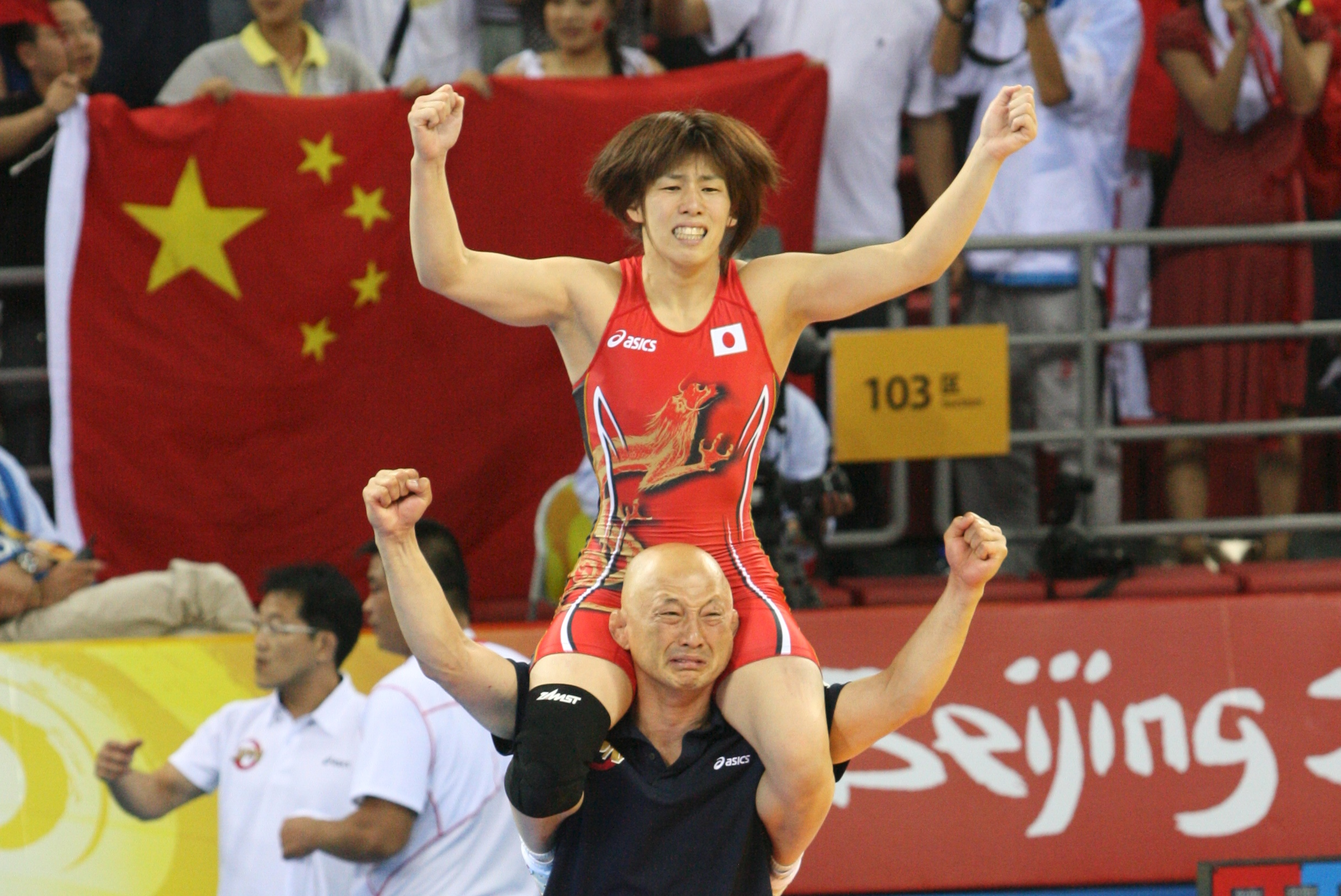
Saori Yoshida nach dem Gewinn der Goldmedaille bei den Olympischen Spielen 2008.

Saori Yoshida (jap. 吉田 沙保里, Yoshida Saori; * 5. Oktober 1982 in Ichishi, Präfektur Mie (heute: Tsu)) ist eine japanische Ringerin. Ihre bisher größten Erfolge sind ihre Olympiasiege 2004, 2008 und 2012 im freien Stil in der Gewichtsklasse bis 55 kg (Leichtgewicht). 2016 errang sie bei den Olympischen Spielen in Rio de Janeiro in der Gewichtsklasse bis 53 kg die Silbermedaille.

## Werdegang

### Anfänge
Saori Yoshida stammt aus einer Ringerfamilie. Ihr Vater Eikatsu Yoshida war im Jahre 1973 japanischer Meister im Ringen. Er war auch ihr erster Trainer, als sie im Jahre 1986 als vierjähriges Kind spielerisch mit dem Ringen begann. Sie entwickelte sich gut und wurde Mitglied des Sogo Keibi Hosoho Club (englisch High-School-Wrestling-Club Hisei). Nach ihrer High-School-Zeit nahm sie ein Studium an der Chukyo Womens University (CWU) auf. Als Trainer kamen noch Koji Tanaka und in der Nationalmannschaft Kazuhito Sakae hinzu. Seit dem Ende ihres Studiums arbeitet sie als Repräsentantin eines großen Industriebetriebes.
Ihre ersten großen sportlichen erfolge erzielte sie bereits im Juniorenalter. 1998 in Manchester und 1999 in Lodz wurde sie jeweils Junioren-Weltmeisterin der Altersgruppe „Cadets“ (bis zum 16. Lebensjahr). In den Jahren 2000 und 2001 wurde sie dann in Nantes bzw. Martigny/Schweiz auch Junioren-Weltmeisterin (Altersgruppe bis zum 20. Lebensjahr). Sie startete in diesen Jahren in den Gewichtsklassen bis 52 kg, 56 kg und 58 kg Körpergewicht. Bei diesen Meisterschaften besiegte sie mit Iwona Matkowska, Polen, Ida-Theres Nerell (damals noch Ida-Theres Karlsson), Schweden, Marcie van Dusen, USA, Ljubow Michailowna Wolossowa, Russland und Emily Richardson, Kanada, Ringerinnen, auf die sie später auch bei den Damen immer wieder treffen würde.

### Olympiasiegerin
Der größte Erfolg eines jeden Sportlers bzw. einer jeden Sportlerin ist der Olympiasieg. Saori Yoshida konnte diesen Erfolg dreimal genießen. Zum ersten Mal wurde sie im Jahre 2004 in Athen Olympiasiegerin in der Gewichtsklasse bis 55 kg Körpergewicht. Auf dem Weg zu diesem Erfolg musste sie vier Gegnerinnen besiegen. Es waren dies Sun Dongmei aus China, Diletta Giampiccolo aus Italien, Anna Gomis aus Frankreich und Tonya Verbeek aus Kanada. Während Saori Yoshida gegen Sun, Giampiccolo und Verbeek jeweils sicher in zwei Runden gewann, setzte ihr Anna Gomis größten Widerstand entgegen. Letztendlich siegte Saori Yoshida auch in diesem Kampf mit 2:0 Runden, musste sich diese Rundengewinne mit 2:1 und 7:6 Punkten hart erkämpfen.
Der zweite Olympiasieg gelang Saori Yoshida bei den Olympischen Spielen 2008 in Peking. Sie siegte auch dort in der Gewichtsklasse bis 55 kg Körpergewicht und schlug auf dem Weg zu ihren zweiten Goldmedaille Ida-Theres Nerell, Natalja Golz aus Russland, Tonya Verbeek und Xu Li aus China jeweils mit 2:0 Runden. Das Punkteverhältnis, das sie in diesen vier Kämpfen erzielte (28:2) zeugt von ihrer Überlegenheit.
Bei den Olympischen Spielen 2012 in London gewann Saori Yoshida zum dritten Mal Gold. In ihrer angestammten Gewichtsklasse bis 55 kg besiegte sie dabei Kelsey Campbell aus den Vereinigten Staaten, Julia Ratkewitsch aus Aserbaidschan, Waleria Scholobowa, Russland und im Finale über Tonya Verbeek aus Kanada (2:0 Runden, 5:0 Punkte). Bei ihren vier siegreichen Kämpfen gab sie dabei keine Runde und keinen technischen Punkt ab (8:0 Runden, 13:0 Punkte).
Ihren Traum wie ihre Landsfrau Kaori Icho bei den Olympischen Spielen in Rio de Janeiro eine vierte Goldmedaille zu erringen, konnte Saori Yoshida nicht verwirklichen. Sie siegte in Rio in der Gewichtsklasse bis 53 kg, die erstmals im olympischen Programm war, zunächst über Natalja Sinischina, Aserbaidschan, Isabelle Sambou, Senegal und Betsabeth Angel. Arguello Villegas, Venezuela, unterlag aber im Endkampf gegen die starke US-Amerikanerin Helen Maroulis, der Weltmeisterin von 2015 in der Gewichtsklasse bis 55 kg, mit 1:4 nach Punkten und musste sich deshalb mit der Silbermedaille zufriedengeben.

### Weltmeisterin
In Seiko Yamamoto besaß Japan bereits eine Ringerin, die in den Jahren 1999, 2000 und 2001 Weltmeisterin in der Gewichtsklasse bis 51 kg (1999) bzw. 56 kg (2000 und 2001) geworden war. Im Jahre 2002 fehlte diese bei der Weltmeisterschaft. An ihrer Stelle wurde Saori Yoshida bei der Weltmeisterschaft in Chalkida/Griechenland in der neu geschaffenen Gewichtsklasse bis 55 kg eingesetzt. Sie war dort nicht zu schlagen und gewann überlegen mit Siegen über Tetjana Lasarewa, Ukraine, Minerva Monteiro Perez, Spanien, Jennifer Ryz, Kanada, Ida-Theres Karlsson und Tina George aus den Vereinigten Staaten ihren ersten Weltmeistertitel bei den Damen. Das Punktekonto ihrer Siege lautete dabei 45:5.
Diesen Titel verteidigte Saori Yoshida bei der Weltmeisterschaft 2003 in New York erfolgreich. Auch dort konnte ihr keine ihrer Konkurrentinnen eine Runde abnehmen. Die Ringerinnen, die sie dort besiegte, waren Olga Serbina, Belarus, Kitti Godo, Ungarn, Monika Ewa Michalik, Polen, Jennifer Ryz, Natalja Golz, Russland und Tina George. Das Punktekonto ihrer Siege lautete diesmal 35:4. Ende des Jahres 2003 klärte Saori Yoshida dann bei der japanischen Meisterschaft auch die Rangfolge in Japan, denn sie besiegte dort im Endkampf der japanischen Meisterschaft Seiko Yamamoto auf Schultern und war von diesem Zeitpunkt an unbestritten die japanische Nummer 1 in der Gewichtsklasse bis 55 kg Körpergewicht.
Ähnlich überlegen wurde sie dann auch im Jahre 2005 in Budapest Weltmeisterin. Ihre Gegnerinnen Rathi Neha, Indien, Ana Maria Pavăl, Rumänien, Ludmila Cristea, Moldawien, Tonya Verbeek und Su Lihui, China konnten ihr dabei weder eine Runde, noch einen Punkt abnehmen (Punkteverhältnis: 30:0).
In gleichem Stile ging es bei den Weltmeisterschaften 2006 in Guangzhou und 2007 in Baku weiter. In beiden Jahren wurde sie wieder Weltmeisterin. In Guanzhou besiegtes sie dabei z. B. Natalja Golz mit 2:0 Runden (2:0 und 8:0 Punkte) und im Endkampf Maria Iwanowa aus Belarus nach 2:13 Minuten mit 13:0 Punkten. In Baku hatte sie etwas härtere Gegenwehr zu brechen. So setzte ihr dort z. B. überraschenderweise die Kolumbianerin Jackeline Rentería den größten Widerstand entgegen und verlor nur mit 0:2 Runden (1:2 und 4:7 Punkte). Auch Olga Smirnowa aus Kasachstan nahm Saori Yoshida in einer Runde drei Punkte ab. Im Endkampf dieser Meisterschaft war aber Ida-Theres Nerell gegen Saori Yoshida chancenlos.
2008 in Tokio, 2009 in Herning/Dänemark, 2010 in Moskau und 2011 in Istanbul gewann Saori Yoshida ihre Weltmeistertitel Nr. 6 bis 9. Bei allen diesen Weltmeisterschaften war sie ungefährdet. Sie verlor keinen Kampf und gab auch keine Runde ab. Die Ringerinnen, die sie dabei besiegte, waren neben den bereits erwähnten u. a. Tetjana Lasarewa aus der Ukraine, Sona Ahmadli aus Aserbaidschan, Maria Gurowa aus Russland, Julia Ratkewitsch aus Aserbaidschan und Helen Maroulis aus den Vereinigten Staaten. Das beste Punkteverhältnis erzielte sie dabei 2010 in Moskau, nämlich 45:0!.
Nach ihrem dritten Olympiasieg in London startete Saori Yoshida Ende September 2012 im kanadischen Strathcona County auch noch bei der Weltmeisterschaft und sie gewann dort mit Siegen über Aksija Dautbajewa, Kasachstan, Geeta Geeta, Indien, Natalja Sinischin, Ukraine und Helen Maroulis, USA, ihren zehnten Weltmeistertitel.
Eigentlich dachten wohl alle Ringerfreunde, dass Saori Yoshida nach 2012 ihre Ringerkarriere beenden würde. Sie war auch bis Mitte 2013 auf keiner internationalen Ringermatte zu sehen. Groß war deshalb die Überraschung, als sie am 19. September 2013 bei der Weltmeisterschaft in Budapest auf der Matte stand. Es zeigte sich bald, dass sie von ihrem großen Können nichts eingebüßt hatte, denn sie wurde dort in ihrer angestammten Gewichtsklasse bis 55 kg mit Siegen über Ana Maria Paval, Rumänien, Walerija Scholobowa, Russland, Sündewiin Bjambatseren, Mongolei, Irina Husjak, Ukraine und Sofia Mattsson zum elftenmal Weltmeisterin.
Im Januar 2014 stand Saori Yoshida beim Mannschafts-Welt-Cup in Tokio in der japanischen Mannschaft, die im Endkampf Russland mit 8:0 abfertigte. Sie besiegte dabei in der Gewichtsklasse bis 53 kg Maria Gurowa überlegen mit 12:1 Punkten. Im September 2014 war sie auch bei der Weltmeisterschaft in Taschkent am Start. Sie trat wieder in der Gewichtsklasse bis 53 kg an und holte sich dort mit Siegen über Pang Qianyu, China, Natalja Malyschewa, Russland, Jillian Gallays, Kanada und Sofia Mattsson den zwölften Weltmeistertitel.
Auch bei der Weltmeisterschaft 2015 in Las Vegas war Saori Yoshida wieder am Start. Sie gewann dort in der Gewichtsklasse bis 53 kg mit Siegen über Nadine Tokar, Schweiz, Thi Lua Nguyen, Vietnam, Angela Dorogan, Aserbaidschan, Jong Myong-suk, Nordkorea und Sofia Mattsson ihren dreizehnten Weltmeistertitel.

### Asienspiele, Asiatische Meisterschaften
Saori Yoshida siegte 2002 in Busan, 2006 in Doha und 2010 in Guangzhou auch bei den Asienspielen. In den Endkämpfen besiegte sie dabei Lee Na-lae aus Südkorea, Olga Smirnowa und Zhang Lan, China. 2014 siegte sie auch bei den Asienspielen in Incheon (Südkorea). Dabei benötigte sie vier Siege. In ihrem ersten Kampf hatte sie dabei gegen die Chinesin Zhong Xuechen großen Widerstand zu überwinden, ehe sie knapp mit 12:9 Punkten siegte. Daneben wurde sie 2004 in Tokio, 2005 in Wuhan, 2007 in Bischkek und 2008 in Jeju-si/Südkorea aus asiatische Meisterin.

### Japanische Meisterschaften
In den Jahren 2002 bis 2011 wurde Saori Yoshida zehnmal in Folge japanische Meisterin in der Gewichtsklasse bis 55 kg Körpergewicht. Die prominentesten Gegnerinnen, die sie dabei besiegte, waren Hitomi Sakamoto, Chikako Matsukawa und Seiko Yamamoto. Im Dezember 2013 gewann sie ihren 11. japanischen Meistertitel. Im Finale bezwang sie dabei Chiho Hamada und im Dezember 2014 folgte der 12. japanische Meistertitel. In der Gewichtsklasse bis 53 kg besiegte sie dabei wieder Chiho Hamada. Im Dezember 2015 gewann sie den 13. japanischen Meistertitel mit einem Finalsieg in der Gewichtsklasse bis 55 kg Körpergewicht über Hikari Sugawara.

### Niederlagen
Nach 196 siegreich gestalteten internationalen Kämpfen verlor Saori Yoshida am 10. Januar 2008 im Rahmen des Nationen-Welt-Cups in Taiyuan/China in der Begegnung gegen die Vereinigten Staaten gegen die US-Amerikanerin Marcie van Dusen. In der ersten Runde konterte Marcie van Dusen dabei einen Angriff von Saori Yoshida und stellte diese kurzzeitig sogar in die Brücke. Für diese Aktion bekam sie eine Dreierwertung. Saori Yoshida konnte diesen Rückstand nicht mehr aufholen und verlor die erste Runde mit 1:4 Punkten. In der zweiten Runde ging Saori Yoshida mit 1:0 in Führung, gab dann aber eine Zweierwertung ab. Sie konnte dann zwar noch den Punktegleichstand von 2:2 erzwingen, verlor aber auch diese Runde aufgrund der höheren Wertung von Marcie van Dusen.
Am 25. Mai 2012 verlor Saori Yoshida in Tokio im Rahmen des Endkampfes des Mannschafts-Welt-Cups zwischen Japan und Russland (5:2 für Japan) in der Gewichtsklasse bis 55 kg gegen Waleria Scholobowa nach Punkten (1:2 Runden, 2:1, 0:2, 0:3 Punkte).

### Perspektiven
Saori Yoshida gewann 2012 in London ihr drittes olympisches Gold. Bei der Verleihung eines hohen Ehrenpreises durch
das Nationale Olympische Komitee Japans im Jahre 2010 antwortete sie auf ihre Ziele angesprochen, „Gewinn der dritten Goldmedaille in London“ und, was natürlich als Spaß zu verstehen war, „Gewinn eines Freundes“. Ihre erste Aussage verwirklichte sie, über ihre zweite „weiß man nichts“. Gemeinsam mit Ichō Kaori wird sie für die dritte Goldmedaille bei Olympischen Spielen und für ihre Leistungen als Ringerin 2012 mit dem Kikuchi-Kan-Preis ausgezeichnet.

## Internationale Erfolge
| Jahr | Platz  | Wettbewerb                                     | Gewichtsklasse | Ergebnisse |
| 1998 | 1.     | Junioren-WM (Cadets) in Manchester             | bis 52 kg      | vor Iwona Matkowska, Polen und Ida-Theres Nerell (damals noch Ida-Theres Karlsson), Schweden                                                                                |
| 1999 | 1.     | Junioren-WM (Cadets) in Łódź                   | bis 56 kg      | vor Zsuszanna Bejczi, Ungarn und Marcie van Dusen, USA |
| 2000 | 1.     | Junioren-WM in Nantes                          | bis 58 kg      | vor Ljubow Michailowna Wolossowa, Russland und Anna Holk, Schweden |
| 2001 | 1.     | Junioren-WM in Martigny/Schweiz                | bis 58 kg      | vor Ljubow Michailowna Wolossowa, Breanne Leigh Graham, USA und Ida-Theres Karlsson                                                                                         |
| 2002 | 1.     | Universitäten-WM in Edmonton                   | bis 59 kg      | vor Su Heihua, China, Emily Richardson, Kanada und Meryem Selloum, Frankreich                                                                                               |
| 2002 | 1.     | Asian-Games in Busan                           | bis 55 kg      | vor Lee Na-lae, Südkorea und Naidangiin Otgondschargal, Mongolei |
| 2002 | 1.     | WM in Chalkida/Griechenland                    | bis 55 kg      | nach Siegen über Tetjana Lasarewa, Ukraine, Minerva Monteiro Perez, Spanien, Jennifer Ryz, Kanada, Ida-Theres Nerell (Karlsson) und Tina George, USA                        |
| 2003 | 1.     | WM in New York                                 | bis 55 kg      | nach Siegen über Olga Serbina, Belarus, Kitti Godo, Ungarn, Monika Ewa Michalik, Polen, Jennifer Ryz, Natalja Golz, Russland und Tina George                                |
| 2003 | 1.     | Welt-Cup in Tokio                              | bis 55 kg      | vor Tonya Verbeek, Kanada, Natalja Golz und Tina George |
| 2004 | 1.     | Asien-Meisterschaften                          | bis 55 kg      | vor Lee Na-lae, Naidangiin Otgondschargal und Balu Renu, Indien |
| 2004 | Gold   | OS in Athen                                    | bis 55 kg      | nach Siegen über Sun Dongmei, China, Diletta Giampiccolo, Italien, Anna Gomis, Frankreich und Tonya Verbeek                                                                 |
| 2004 | 1.     | Welt-Cup in Tokio                              | bis 55 kg      | vor Tela O’Donnell, USA, Natalja Karamtschakowa, Russland und Sun Dongmei                                                                                                   |
| 2005 | 1.     | Welt-Cup in Clermont-Ferrand                   | bis 55 kg      | vor Natalja Golz und Anna Gomis |
| 2005 | 1.     | Asien-Meisterschaften in Wuhan                 | bis 55 kg      | vor Su Lihui, China, Lee Na-lae und Nguyen Thi Hang, Vietnam |
| 2005 | 1.     | Universitäten-WM in Izmir                      | bis 55 kg      | vor Tonya Verbeek und Marcie van Dusen |
| 2005 | 1.     | WM in Budapest                                 | bis 55 kg      | nach Siegen über Rathi Neha, Indien, Ana Maria Pavăl, Rumänien, Ludmila Cristea, Moldawien, Tonya Verbeek und Su Lihui                                                      |
| 2006 | 1.     | Welt-Cup in Nagoya                             | bis 55 kg      | vor Su Lihui, Tonya Verbeek und Nataliya Sinişin, Belarus |
| 2006 | 1.     | WM in Guangzhou                                | bis 55 kg      | nach Siegen über Marcia Yuleisi Andrades Mendoza, Venezuela, Natalja Golz, Anna Gomis, Ida-Theres Nerell und Maria Iwanowa, Belarus                                         |
| 2006 | 1.     | Asian-Games in Doha                            | bis 55 kg      | vor Olga Smirnowa, Kasachstan, Alka Tomar, Indien und Naidangiin Otgondschargal                                                                                             |
| 2007 | 1.     | Asien-Meisterschaften in Bischkek              | bis 55 kg      | vor Su Lihui, Su Ying-Tsu, Taiwan und Olga Smirnowa |
| 2007 | 1.     | WM in Baku                                     | bis 55 kg      | nach Siegen über Jessica Bechtel, Deutschland, Joice Souza da Silva, Brasilien, Jackeline Renteria, Kolumbien, Olga Smirnowa, Alena Filipawa, Belarus und Ida-Theres Nerell |
| 2008 | 1.     | Asien-Meisterschaften 2008 in Jeju-si/Südkorea | bis 55 kg      | vor Saltanat Abdrachmanowa, Kasachstan, Su Ying-Tsu und Xu Li, China |
| 2008 | Gold   | OS in Peking                                   | bis 55 kg      | nach Siegen über Ida-Theres Nerell, Natalja Golz, Tonya Verbeek und Xu Li                                                                                                   |
| 2008 | 1.     | WM in Tokio                                    | bis 55 kg      | nach Siegen über Kamlesh Devi, Indien, Anna Swirydowska, Polen, Brittanee Laverdure, Kanada und Tetjana Lasarewa                                                            |
| 2009 | 1.     | WM in Herning/Dänemark                         | bis 55 kg      | nach Siegen über Maminirina Judicael Rafaliharisolo, Madagaskar, Anna Gomis, Ana Maria Pavăl, Tonya Verbeek und Sona Əhmədli, Aserbaidschan                                 |
| 2010 | 1.     | WM in Moskau                                   | bis 55 kg      | nach Siegen über Um Ji-eun, Südkorea, Tamara Kasarjan, Usbekistan, Tatjana Padilla, USA, Maria Gurowa, Russland und Julija Ratkewitsch, Aserbaidschan                       |
| 2010 | 1.     | Asian-Games in Guangzhou                       | bis 55 kg      | vor Zhang Lan, China, Ajym Äbdildina, Kasachstan und Pan Yon-Hu, Nordkorea                                                                                                  |
| 2011 | 1.     | WM in Istanbul                                 | bis 55 kg      | nach Siegen über Emriye Musta, Türkei, Helen Maroulis, USA, Alma Jane Valencia Escoto, Mexiko, Ida-Theres Nerell und Tonya Verbeek                                          |
| 2012 | 2.     | Welt-Cup in Tokio                              | bis 55 kg      | hinter Tonya Verbeek, Kanada, gemeinsam mit Walerija Scholobowa, Russland                                                                                                   |
| 2012 | Gold   | OS in London                                   | bis 55 kg      | nach Siegen über Kelsey Campbell, USA, Julija Ratkewitsch, Aserbaidschan, Walerija Scholobowa und Tonya Verbeek                                                             |
| 2012 | 1.     | WM in Sherwood Park                            | bis 55 kg      | nach Siegen über Aksija Dautbajewa, Kasachstan, Geeta Kumari, Indien, Nataliya Sinişin, Ukraine und Helen Maroulis, USA                                                     |
| 2013 | 1.     | WM in Budapest                                 | bis 55 kg      | nach Siegen über Ana Maria Paval, Rumänien, Walerija Koblowa, Russland, Sündewiin Bjambatseren, Mongolei, Irina Husjak, Ukraine und Sofia Mattsson, Schweden                |
| 2014 | 1.     | WM in Incheon/Südkorea                         | bis 53 kg      | nach Siegen über Pang Qianyu, China, Natalja Malyschewa, Russland, Jillian Gallays, Kanada und Sofia Mattsson                                                               |
| 2014 | 1.     | Asienspiele in Incheon/Kanada                  | bis 55 kg      | nach Siegen über Zhong Xuechen, China, Pham Thi Loan, Vietnam, Babita Kumari, Indien und Sündewiin Bjambatseren, Mongolei                                                   |
| 2015 | 1.     | WM in Las Vegas                                | bis 53 kg      | nach Siegen über Nadine Tokar, Schweiz, Thi Lua Nguyen, Vietnam, Angela Dorogan, Aserbaidschan, Jong Myon-suk, Nordkorea und Sofia Mattsson                                 |
| 2016 | Silber | OS in Rio de Janeiro                           | bis 53 kg      | nach Siegen über Nataliya Sinişin, Aserbaidschan, Isabelle Sambou, Senegal und Betsabeth Angel. Arguello, Venezuela und einer Niederlage gegen Helen Maroulis, USA          |

## Japanische Meisterschaften
| Jahr | Platz | Gewichtsklasse | Ergebnisse                                                |
| 2002 | 1.    | bis 55 kg      | vor Hitomi Sakamoto, Chikako Matsukawa und Mari Fukuzawa  |
| 2003 | 1.    | bis 55 kg      | vor Seiko Yamamoto, Chikako Matsukawa und Yu Sekine       |
| 2004 | 1.    | bis 55 kg      | vor Chikako Matsukawa, Miho Shibata und Yu Sekine         |
| 2005 | 1.    | bis 55 kg      | vor Chikako Matsukawa, Miho Shibata und Ninako Hattori    |
| 2006 | 1.    | bis 55 kg      | vor Hitomi Sakamoto, Ayaka Kurumaya und Chikako Matsukawa |
| 2007 | 1.    | bis 55 kg      | vor Chikako Matsukawa, Sachiko Hirada und Miho Shibata    |
| 2008 | 1.    | bis 55 kg      | vor Chikao Matsukawa, Ayaka Kuramaya und Chio Hamada      |
| 2009 | 1.    | bis 55 kg      | vor Chikako Matsukawa, Chiaki Arai und Kuzuki Sakane      |
| 2010 | 1.    | bis 55 kg      | vor Chikako Matsukawa, Kanako Murata und Kei Yamana       |
| 2011 | 1.    | bis 55 kg      | vor Kanako Murata, Chikako Matsukawa und Kei Yamana       |
| 2013 | 1.    | bis 55 kg      | vor Chiho Hamada, Kanako Murata und Yuki Ikegami          |
| 2014 | 1.    | bis 53 kg      | vor Chiho Hamada und Nanami Irie                          |
| 2015 | 1.    | bis 55 kg      | vor Hikari Sukawara, Chiho Hamada und Anri Kimura         |

Erläuterungen
- alle Wettbewerbe im freien Stil
- OS = Olympische Spiele, WM = Weltmeisterschaften